# 鬼膽神偷
《鬼胆神偷》（英語：After the Sunset）一部2004年上映的美国动作喜剧片，由布莱特·拉特纳执导。电影主要讲述了一对雌雄大盗麦克斯·波德特（皮尔斯·布鲁斯南饰）和罗拉·西里罗（萨尔玛·海耶克饰），在与老对头联邦调查局特工斯坦·劳埃德（伍迪·哈里森饰）的周旋并盗得一枚价值连城的钻石后的追捕故事。它是在巴哈马拍摄的。这部电影在商业和影评上都是失败的。

## 外部連結
- 互联网电影数据库（IMDb）上《鬼膽神偷》的资料（英文）